# حميدية (الأهواز)
الحميدية (بالفارسية: حمیدیه) هي منطقة سكنية حول الأهواز في إيران وتقع في محافظة خوزستان، يقدر عدد السكان في
الحميدية، بـ 53,762 نسمة.
مركز هذه المدينة مدينة الحميدية وتضم منطقتين و 4 قرى. تمت الموافقة على هذه المدينة ، مع تجريدها من مدينة الأحواز ، بما في ذلك الجزء المركزي بوظائف قريتي الكرخه ودكادة والجزء الغمبوي بوظائف قريتي تارح والجهاد ، وأعلنها مجلس الوزراء في عام 2012.

## السكان
كان عدد سكان هذه المدينة عندما كانت تسمى منطقة الحميدية - مع نفس النطاق السكاني الحالي تقريبًا - أحد وظائف مدينة الأهواز ، وفقًا لتعداد مركز الإحصاء الإيراني ، في عام 2016 كان يساوي 53762 نسمة.

## اقرأ ايضاً
- قائمة مدن إيران